# شريط العملة
شريط العملة هي ورقة بسيطة مصممة لمسك فئة أو عدد من العمل الورقية. ويمكن أن تشير أيضاً إلى الباقة نفسها.

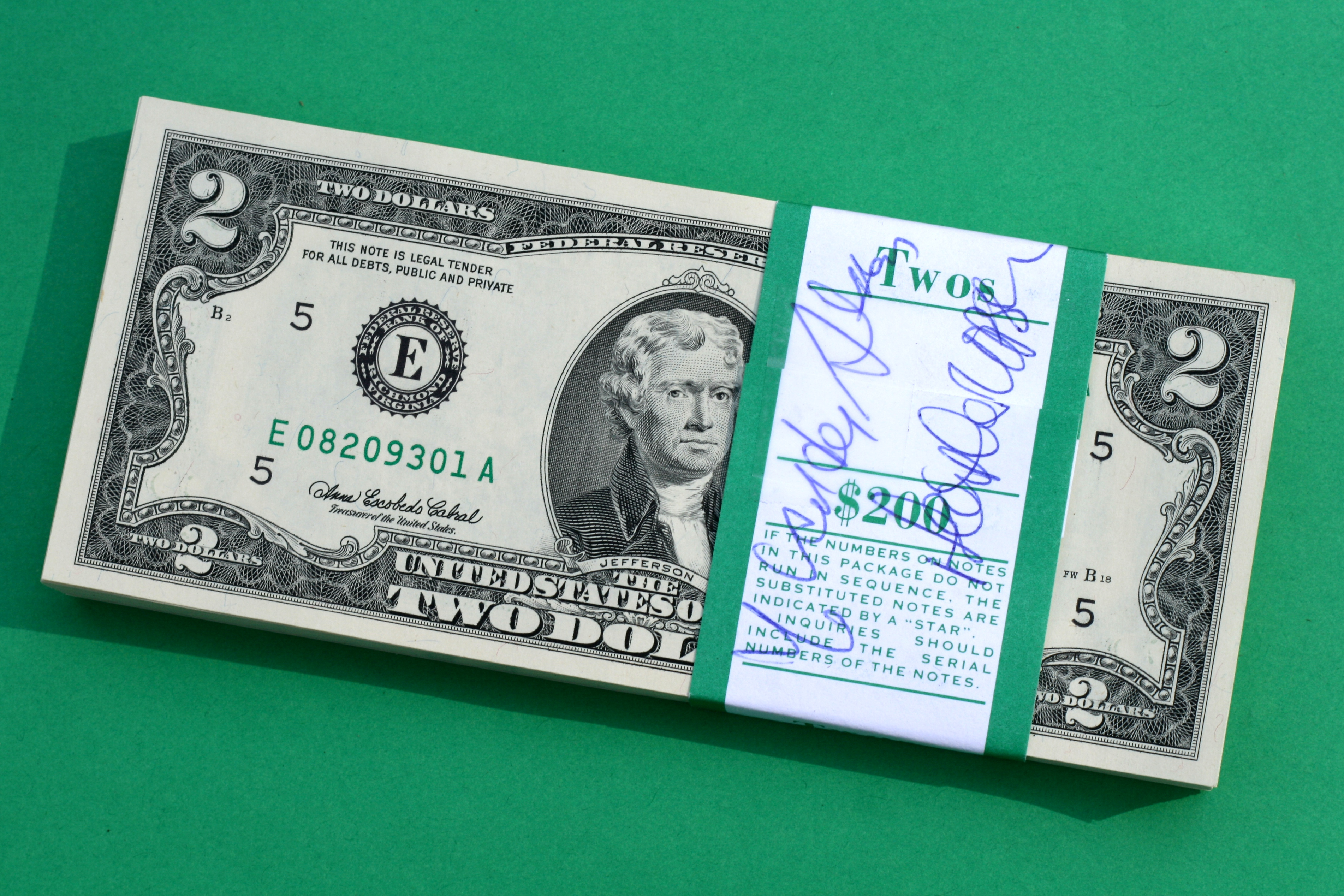
باقة 100 ورقة دولار الأمركي من فئة 2$.

## الأصل
تجميع المال مع بعضها بواسطة إستيكة بسيطة أو ورقة كانت قديمة كقدم العملة الورقية نفسها. ومع ذلك تم قياس واختبار شرائط كفكرة نسبية جديدة. على سبيل المثال، خلال السنوات الوسطى من عقد 1970، عد موظفو الإحتياط الفدرالي الأمريكي الفواتير بأيديهم. أي إنهم وظفوا 55 حاسباً للعملة.